# 慎德堂 (嘉善)
慎德堂位于浙江省嘉兴市嘉善县西塘镇西街社区下西街79弄6号，邻近石皮弄。
慎德堂建于明代，为西塘望族王家的宅第，是一处典型的江南大宅，前后七进，雕梁画栋。2002年开设客栈。多部电视剧在此拍摄。
2010年6月7日,慎德堂公布为嘉善县文物保护单位。